# كوني يوهانسون
كوني يوهانسون (بالسويدية: Conny Johansson)‏ (17 يوليو 1971 بالسويد - ) هو لاعب كرة قدم سويدي في مركز حراسة المرمى. لعب مع نادي هالمستاد وLaholms FK ‏.

## وصلات خارجية
- كوني يوهانسون على موقع قاعدة بيانات كرة القدم.إي يو (الإنجليزية)